# Yoshitomo Watanabe
Yoshitomo Watanabe (jap. 渡辺 祥智, Watanabe Yoshitomo; * 25. Juni 1976 in der Präfektur Niigata, Japan) ist eine japanische Manga-Zeichnerin.
Ihren ersten Manga als professionelle Zeichnerin veröffentlichte Yoshitomo Watanabe im Januar 1996 mit der Kurzgeschichte Kepa kepa im Manga-Magazin LaLa DX, das sich an jugendliche Mädchen richtet und Mangas aus dem Shōjo-Genre veröffentlicht. Sie gewann für diese Kurzgeschichte den LMG Gold Debut Shō, einen Preis für herausragende Erstlingswerke. Für LaLa DX zeichnete sie bis 1997 noch einige weitere kurze Mangas.
Der über 900 Seiten umfassende Fantasy-Manga Gin no Yūsha war ihr erstes längeres Werk und erschien von 1997 bis 2000 im LaLa, für das zu dieser Zeit unter anderem auch Masami Tsuda Kare Kano und Reiko Shimizu Prinzessin Kaguya zeichneten. Es folgte das 700-seitige Fun Fun Factory, das von einer High-School-Schülerin handelt, die versucht, die böse Hexe loszuwerden, welche von ihr Besitz ergreift, als sie eine Süßspeise isst. Fun Fun Factory war in Japan sehr erfolgreich, es wurde von 2000 bis 2002, ebenfalls im LaLa, erstveröffentlicht.
Seit September 2003 arbeitet Watanabe an Futabas (höchst) seltsame Reise, erstmals nicht für den Hakusensha-Verlag, der LaLa und alle Sammelbandveröffentlichungen ihrer früheren Mangas herausbringt, sondern für Mag Garden. Bei diesem Verlag erscheint Comic Blade, ein Magazin, für das viele Zeichnerinnen Comics für ein überwiegend männliches Publikum zeichnen. In Futabas (höchst) seltsame Reise erzählt die Autorin von einem Grundschüler, der auf ein Mädchen aus einer anderen Welt trifft und durch sein Handy ein Tor zu dieser Welt öffnet. Dieser Manga wird unter anderem ins Englische und Deutsche übersetzt.
Im September 2005 veröffentlichte Mag Garden ein Artbook unter dem Titel Kirara mit vielen Illustrationen Watanabes zu ihren Manga, vor allem zu Futabas (höchst) seltsame Reise. Für das Manga-Magazin Comic Blade Zebel, ein Schwestermagazin des Comic Blade, arbeitet sie seit 2006 außerdem an Karatto!.

## Werke (Auswahl)
- Kepa Kepa (けぱけぱ), 1996
- Gin no Yūsha (銀の勇者), 1997–2000
- Fun Fun Factory (funfun工房, funfun Kōbō), 2000–2002
- Futabas (höchst) seltsame Reise (その向こうの向こう側, Sono Mukō no Mukōgawa), seit 2003
- Karatto! (からっと!), seit 2006